# Atletismo nos Jogos Pan-Americanos de 2007
O atletismo nos Jogos Pan-Americanos de 2007 foi realizado no Rio de Janeiro, Brasil, entre 22 e 29 de julho de 2007. Vinte e quatro eventos masculinos e vinte e três femininos foram disputados, seguindo o mesmo programa dos Jogos Olímpicos de Atenas em 2004. Todas as provas se realizaram no Estádio Olímpico João Havelange, com exceção da maratona e da marcha atlética que foram disputadas no Parque do Flamengo.

## Países participantes

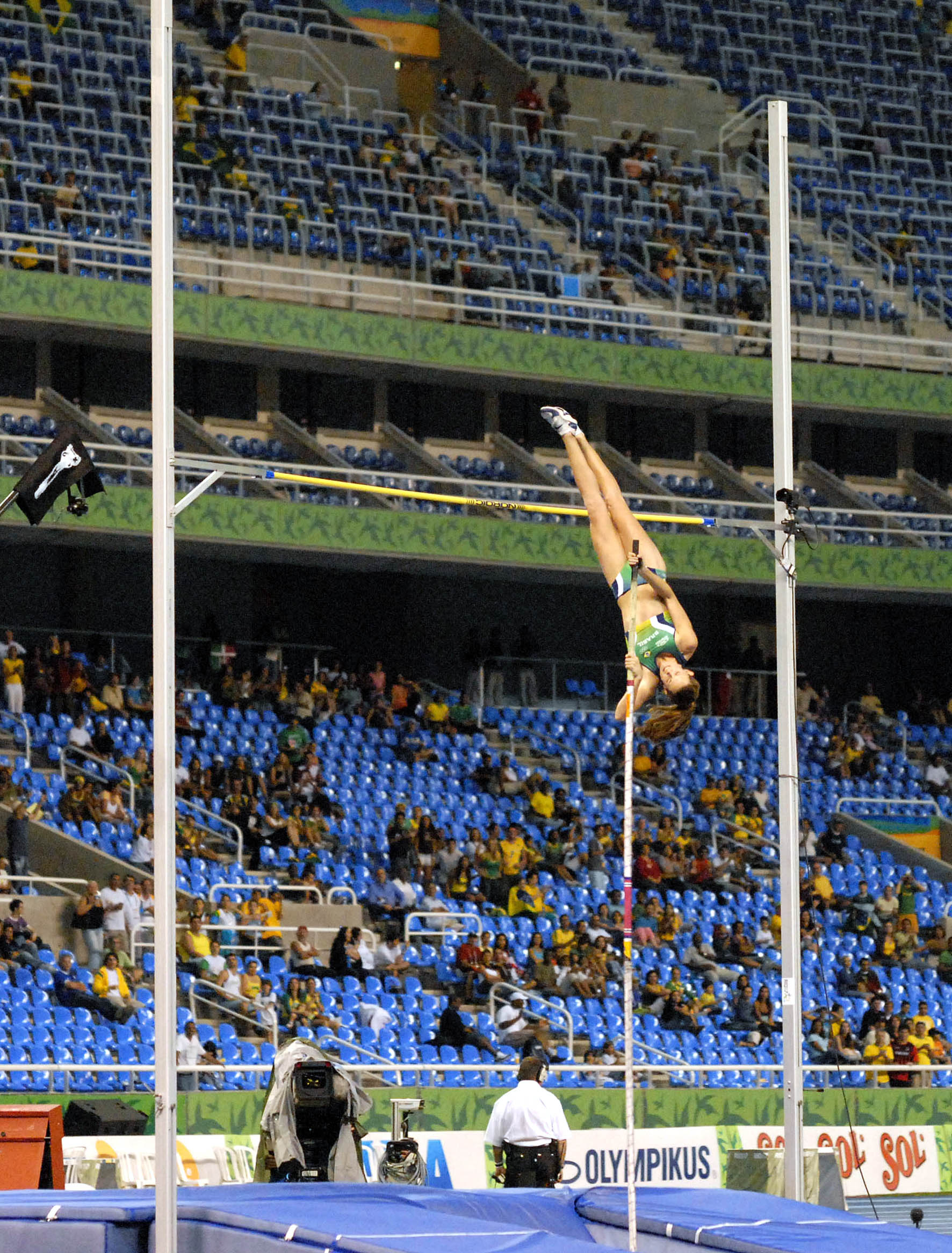
Fabiana Murer do salto com vara foi uma dos 85 atletas que representou o Brasil

Com exceção de Aruba, todas as delegações participantes nos Jogos enviaram representantes nas diversas provas do atletismo, totalizando 382 atletas homens e 300 mulheres.
| - ANT Antígua e Barbuda (5) - AHO Antilhas Neerlandesas (5) - ARG Argentina (25) - BAH Bahamas (23) - BAR Barbados (14) - BIZ Belize (6) - BER Bermudas (3) - BOL Bolívia (4) - BRA Brasil (85) - CAN Canadá (30) - CHI Chile (25) - COL Colômbia (32) - CRC Costa Rica (3) - CUB Cuba (56) - DMA Dominica (3) - ESA El Salvador (5) - USA Estados Unidos (81) - ECU Equador (17) - GRN Granada (5) - GUA Guatemala (13) - GUY Guiana (4) | - HAI Haiti (10) - HON Honduras (6) - CAY Ilhas Cayman (9) - ISV Ilhas Virgens Americanas (3) - BVI Ilhas Virgens Britânicas (5) - JAM Jamaica (48) - MEX México (30) - NCA Nicarágua (3) - PAN Panamá (6) - PAR Paraguai (3) - PER Peru (11) - PUR Porto Rico (18) - DOM República Dominicana (14) - LCA Santa Lúcia (4) - SKN São Cristóvão e Neves (16) - VIN São Vicente e Granadinas (6) - SUR Suriname (2) - TRI Trinidad e Tobago (31) - URU Uruguai (4) - VEN Venezuela (13) |

## Calendário
|  | Dia de competição |  | Dia de final |

## Medalhistas
Masculino
| Evento                              | Ouro                                                                          | Ouro     | Prata                                                                     | Prata    | Bronze                                                                           | Bronze   |
| ----------------------------------- | ----------------------------------------------------------------------------- | -------- | ------------------------------------------------------------------------- | -------- | -------------------------------------------------------------------------------- | -------- |
| 100 metros detalhes                 | Churandy Martina AHO Antilhas Neerlandesas                                    | 10.15    | Darvis Patton USA Estados Unidos                                          | 10.17    | Brendan Christian ANT Antígua e Barbuda                                          | 10.26    |
| 200 metros detalhes                 | Brendan Christian ANT Antígua e Barbuda                                       | 20.37    | Marvin Anderson JAM Jamaica                                               | 20.38    | Rubin Williams USA Estados Unidos                                                | 20.57    |
| 400 metros detalhes                 | Chris Brown BAH Bahamas                                                       | 44.85    | Tyler Christopher CAN Canadá                                              | 45.05    | Chris Lloyd DMA Dominica                                                         | 45.40    |
| 800 metros detalhes                 | Yeimer López CUB Cuba                                                         | 1:44.58  | Kléberson Davide BRA Brasil                                               | 1:45.47  | Fabiano Peçanha BRA Brasil                                                       | 1:45.54  |
| 1500 metros detalhes                | Hudson de Souza BRA Brasil                                                    | 3:36.32  | Juan Luis Barrios MEX México                                              | 3:37.71  | Bayron Piedra ECU Equador                                                        | 3:37.88  |
| 5000 metros detalhes                | Ed Moran USA Estados Unidos                                                   | 13:25.60 | Juan Luis Barrios MEX México                                              | 13:29.87 | Marílson Gomes dos Santos BRA Brasil                                             | 13:30.87 |
| 10000 metros detalhes               | José David Galván MEX México                                                  | 28:08.74 | Marílson Gomes dos Santos BRA Brasil                                      | 28:09.30 | Alejandro Suárez MEX México                                                      | 28:09.95 |
| 4x100 metros detalhes               | Vicente Lenílson Rafael Ribeiro Basilio Morais Júnior Sandro Viana BRA Brasil | 38.81    | Richard Adu-Bobie Anson Henry Jared Connaughton Brian Barnett CAN Canadá  | 38.87    | James Samuels Rae Edwards Rubin Williams Darvis Patton USA Estados Unidos        | 38.88    |
| 4x400 metros detalhes               | Andrae Williams Avard Moncur Michael Mathieu Chris Brown BAH Bahamas          | 3:01.94  | Greg Nixon Jamaal Torrance Laron Bennett David Neville USA Estados Unidos | 3:02.44  | Carlos Santa Arismendy Peguero Yoel Tapia Félix Sánchez DOM República Dominicana | 3:02.48  |
| 110 metros com barreiras detalhes   | Dayron Robles CUB Cuba                                                        | 13.25    | David Payne USA Estados Unidos                                            | 13.43    | Yoel Hernández CUB Cuba                                                          | 13.50    |
| 400 metros com barreiras detalhes   | Adam Kunkel CAN Canadá                                                        | 48.24    | Bayano Kamani PAN Panamá                                                  | 48.70    | Laron Bennett USA Estados Unidos                                                 | 49.07    |
| 3000 metros com obstáculos detalhes | Josh McAdams USA Estados Unidos                                               | 8:30.49  | Michael Spence USA Estados Unidos                                         | 8:32.11  | José Alberto Sánchez CUB Cuba                                                    | 8:36.07  |
| 20 km marcha atlética detalhes      | Jefferson Pérez ECU Equador                                                   | 1:22:08  | Jaime Saquipay ECU Equador                                                | 1:23:28  | Gustavo Baena COL Colômbia                                                       | 1:24:51  |
| 50 km marcha atlética detalhes      | Xavier Moreno ECU Equador                                                     | 3:52:07  | Horacio Nava MEX México                                                   | 3:52:35  | Omar Zepeda MEX México                                                           | 3:56:04  |
| Maratona detalhes                   | Franck Caldeira BRA Brasil                                                    | 2:14:03  | Amado García GUA Guatemala                                                | 2:14:27  | Procopio Franco MEX México                                                       | 2:15:18  |
| Salto em distância detalhes         | Irving Saladino PAN Panamá                                                    | 8,28m    | Wilfredo Martínez CUB Cuba                                                | 7,92m    | Bashir Ramzy USA Estados Unidos                                                  | 7,90m    |
| Salto triplo detalhes               | Jadel Gregório BRA Brasil                                                     | 17,27m   | Osniel Tosca CUB Cuba                                                     | 16,92m   | Yoandris Betanzos CUB Cuba                                                       | 16,90m   |
| Salto em altura detalhes            | Víctor Moya CUB Cuba                                                          | 2,32m    | Donald Thomas BAH Bahamas                                                 | 2,30m    | James Grayman ANT Antígua e Barbuda                                              | 2,24m    |
| Salto com vara detalhes             | Fábio Gomes da Silva BRA Brasil                                               | 5,40m    | Giovanni Lanaro MEX México                                                | 5,30m    | Germán Chiaraviglio ARG Argentina                                                | 5,20m    |
| Arremesso de peso detalhes          | Dylan Armstrong CAN Canadá                                                    | 20,10m   | Dorian Scott JAM Jamaica                                                  | 20,06m   | Carlos Véliz CUB Cuba                                                            | 19,75m   |
| Lançamento de disco detalhes        | Michael Robertson USA Estados Unidos                                          | 59,24m   | Adam Kuehl USA Estados Unidos                                             | 57,50m   | Dariusz Slowik CAN Canadá                                                        | 57,37m   |
| Lançamento de dardo detalhes        | Guillermo Martínez CUB Cuba                                                   | 77,66m   | Mike Hazle USA Estados Unidos                                             | 75,33m   | Alexon Maximiliano BRA Brasil                                                    | 75,04m   |
| Lançamento de martelo detalhes      | James Steacy CAN Canadá                                                       | 73,77m   | Kibwe Johnson USA Estados Unidos                                          | 73,23m   | Juan Ignacio Cerra ARG Argentina                                                 | 72,12m   |
| Decatlo detalhes                    | Maurice Smith JAM Jamaica                                                     | 8278 pts | Yordan García CUB Cuba                                                    | 8113 pts | Carlos Chinin BRA Brasil                                                         | 7977 pts |

Feminino
| Evento                              | Ouro                                                                      | Ouro     | Prata                                                                              | Prata    | Bronze                                                                   | Bronze   |
| ----------------------------------- | ------------------------------------------------------------------------- | -------- | ---------------------------------------------------------------------------------- | -------- | ------------------------------------------------------------------------ | -------- |
| 100 metros detalhes                 | Mikele Barber USA Estados Unidos                                          | 11.02    | Mechelle Lewis USA Estados Unidos                                                  | 11.24    | Chandra Sturrup BAH Bahamas                                              | 11.29    |
| 200 metros detalhes                 | Roxana Díaz CUB Cuba                                                      | 22.90    | Sheri-Ann Brooks JAM Jamaica                                                       | 22.92    | Sherry Fletcher GRN Granada                                              | 22.96    |
| 400 metros detalhes                 | Ana Guevara MEX México                                                    | 50.34    | Christine Amertil BAH Bahamas                                                      | 50.99    | Indira Terrero CUB Cuba                                                  | 51.09    |
| 800 metros detalhes                 | Diane Cummins CAN Canadá                                                  | 1:59.75  | Rosibel García Mena COL Colômbia                                                   | 2:00.02  | Zulia Calatayud CUB Cuba                                                 | 2:00.34  |
| 1500 metros detalhes                | Juliana Santos BRA Brasil                                                 | 4:13.36  | Mary Jayne Harrelson USA Estados Unidos                                            | 4:15.24  | Rosibel García Mena COL Colômbia                                         | 4:15.78  |
| 5000 metros detalhes                | Megan Metcalfe CAN Canadá                                                 | 15:35.78 | Catherine Ferrell USA Estados Unidos                                               | 15:42.01 | Leticia Rocha de la Cruz MEX México                                      | 15:43.80 |
| 10000 metros detalhes               | Sara Slattery USA Estados Unidos                                          | 32:54.11 | Dulce María Rodríguez MEX México                                                   | 32:56.75 | Lucélia Peres BRA Brasil                                                 | 33:19.48 |
| 4x100 metros detalhes               | Sheri-Ann Brooks Tracy-Ann Rowe Aleen Bailey Peta Gaye Dowdie JAM Jamaica | 43.58    | Shareese Woods Mechelle Lewis Alexis Weatherspoon Mikele Barber USA Estados Unidos | 43.62    | Virgen Benavides Roxana Díaz Misleidys Lazo Anay Tejeda CUB Cuba         | 43.80    |
| 4x400 metros detalhes               | Aymée Martínez Daimí Pernía Zulia Calatayud Indira Terrero CUB Cuba       | 3:27.51  | María Teresa Rugerio Gabriela Medina Zudykey Rodríguez Ana Guevara MEX México      | 3:27.75  | Debbie Dunn Angel Perkins Latonia Wilson Nicole Leach USA Estados Unidos | 3:27.84  |
| 100 metros com barreiras detalhes   | Deloreen Ennis-London JAM Jamaica                                         | 12.65    | Perdita Felicien CAN Canadá                                                        | 12.65    | Angela Whyte CAN Canadá                                                  | 12.72    |
| 400 metros com barreiras detalhes   | Sheena Tosta USA Estados Unidos                                           | 54.64    | Nickiesha Wilson JAM Jamaica                                                       | 54.91    | Nicole Leach USA Estados Unidos                                          | 54.97    |
| 3000 metros com obstáculos detalhes | Sabine Heitling BRA Brasil                                                | 9:51.13  | Talis Apud MEX México                                                              | 9:55.43  | Zenaide Vieira BRA Brasil                                                | 9:55.71  |
| 20 km marcha atlética detalhes      | Cristina López ESA El Salvador                                            | 1:38:59  | Mirian Ramón ECU Equador                                                           | 1:40:03  | María Esther Sánchez MEX México                                          | 1:41:47  |
| Maratona detalhes                   | Mariela González CUB Cuba                                                 | 2:43:11  | Márcia Narloch BRA Brasil                                                          | 2:45:10  | Sirlene Pinho BRA Brasil                                                 | 2:47:36  |
| Salto em distância detalhes         | Maurren Maggi BRA Brasil                                                  | 6,84m    | Keila Costa BRA Brasil                                                             | 6,73m    | Yargeris Savigne CUB Cuba                                                | 6,66m    |
| Salto triplo detalhes               | Yargeris Savigne CUB Cuba                                                 | 14,80m   | Keila Costa BRA Brasil                                                             | 14,38m   | Mabel Gay CUB Cuba                                                       | 14,26m   |
| Salto em altura detalhes            | María Romary Rifka MEX México                                             | 1,95m    | Nicole Forrester CAN Canadá                                                        | 1,95m    | Levern Spencer LCA Santa Lúcia                                           | 1,87m    |
| Salto com vara detalhes             | Fabiana Murer BRA Brasil                                                  | 4,60m    | April Steiner USA Estados Unidos                                                   | 4,40m    | Yarisley Silva CUB Cuba                                                  | 4,30m    |
| Arremesso de peso detalhes          | Misleydis González CUB Cuba                                               | 18,83m   | Yumileidi Cumbá CUB Cuba                                                           | 18,28m   | Cleopatra Borel-Brown TRI Trinidad e Tobago                              | 18,22m   |
| Lançamento de disco detalhes        | Yarelis Barrios CUB Cuba                                                  | 61,72m   | Yania Ferrales CUB Cuba                                                            | 61,71m   | Elisângela Adriano BRA Brasil                                            | 60,27m   |
| Lançamento de dardo detalhes        | Osleidys Menéndez CUB Cuba                                                | 62,34m   | Sonia Bisset CUB Cuba                                                              | 60,68m   | Laverne Eve BAH Bahamas                                                  | 58,10m   |
| Lançamento de martelo detalhes      | Yipsi Moreno CUB Cuba                                                     | 75,20m   | Arasay Thondike CUB Cuba                                                           | 68,70m   | Jennifer Dahlgren ARG Argentina                                          | 68,37m   |
| Heptatlo detalhes                   | Jessica Zelinka CAN Canadá                                                | 6136 pts | Gretchen Quintana CUB Cuba                                                         | 6000 pts | Lucimara Silvestre da Silva BRA Brasil                                   | 5873 pts |

## Quadro de medalhas do atletismo
| Ordem | País                      | Medalha de ouro | Medalha de prata | Medalha de bronze |     |
| ----- | ------------------------- | --------------- | ---------------- | ----------------- | --- |
| 1     | CUB Cuba                  | 12              | 8                | 10                | 30  |
| 2     | BRA Brasil                | 9               | 5                | 9                 | 23  |
| 3     | USA Estados Unidos        | 6               | 12               | 6                 | 24  |
| 4     | CAN Canadá                | 6               | 4                | 2                 | 12  |
| 5     | MEX México                | 3               | 7                | 5                 | 15  |
| 6     | JAM Jamaica               | 3               | 4                |                   | 7   |
| 7     | BAH Bahamas               | 2               | 2                | 2                 | 6   |
| 8     | ECU Equador               | 2               | 2                | 1                 | 5   |
| 9     | PAN Panamá                | 1               | 1                |                   | 2   |
| 10    | ANT Antígua e Barbuda     | 1               |                  | 2                 | 3   |
| 11    | AHO Antilhas Neerlandesas | 1               |                  |                   | 1   |
| 11    | ESA El Salvador           | 1               |                  |                   | 1   |
| 13    | COL Colômbia              |                 | 1                | 2                 | 3   |
| 14    | GUA Guatemala             |                 | 1                |                   | 1   |
| 15    | ARG Argentina             |                 |                  | 3                 | 3   |
| 16    | DMA Dominica              |                 |                  | 1                 | 1   |
| 16    | DOM República Dominicana  |                 |                  | 1                 | 1   |
| 16    | GRN Granada               |                 |                  | 1                 | 1   |
| 16    | LCA Santa Lúcia           |                 |                  | 1                 | 1   |
| 16    | TRI Trinidad e Tobago     |                 |                  | 1                 | 1   |
| TOTAL | TOTAL                     | 47              | 47               | 47                | 141 |